# 1979 (szám)
Az 1979 (római számmal: MCMLXXIX) az 1978 és 1980 között található természetes szám.

## A matematikában
A tízes számrendszerbeli 1979-es a kettes számrendszerben 11110111011, a nyolcas számrendszerben 3673, a tizenhatos számrendszerben 7BB alakban írható fel.
Az 1979 páratlan szám, prímszám. Kanonikus alakja 19791, normálalakban az 1,979 · 103 szorzattal írható fel. Két osztója van a természetes számok halmazán, ezek növekvő sorrendben: 1 és 1979.
Az 1979 harminchárom szám valódiosztóösszeg-függvényeként áll elő, melyek közül a legkisebb a 9541.